# Бейкер-Брук (парафія, Нью-Брансвік)
Бейкер-Брук (англ. Baker Brook) — парафія в Канаді, у провінції Нью-Брансвік, у складі графства Мадаваска.

## Населення
За даними перепису 2016 року, парафія нараховувала 275 осіб, показавши скорочення на 4,2%, порівняно з 2011-м роком. Середня густина населення становила 2,2 осіб/км².
З офіційних мов обидвома одночасно володіли 140 жителів, тільки англійською — 5, тільки французькою — 130.
Працездатне населення становило 58,2% усього населення, рівень безробіття — 6,2% (11,1% серед чоловіків та 13,3% серед жінок). 81,3% осіб були найманими працівниками, а 18,8% — самозайнятими.
Середній дохід на особу становив $27 891 (медіана $27 456), при цьому для чоловіків — $32 947, а для жінок $22 279 (медіани — $32 448 та $23 168 відповідно).
29,1% мешканців мали закінчену шкільну освіту, не мали закінченої шкільної освіти — 38,2%, 32,7% мали післяшкільну освіту, з яких 11,1% мали диплом бакалавра, або вищий.
| Статево-вікова структура населення | Статево-вікова структура населення | Статево-вікова структура населення | Статево-вікова структура населення | Статево-вікова структура населення |
| ---------------------------------- | ---------------------------------- | ---------------------------------- | ---------------------------------- | ---------------------------------- |
|                                    |                                    |                                    |                                    |                                    |
| Всього                             | Всього                             | 56,4%43,6%                         |                                    |                                    |
| 0 — 14 років                       | 0 — 14 років                       |                                    | 14,3%                              | 14,3%                              |
| 15 — 64 років                      | 15 — 64 років                      |                                    | 64,3%                              | 64,3%                              |
| 65 і більше                        | 65 і більше                        |                                    | 21,4%                              | 21,4%                              |
| Середній вік (років)               | Середній вік (років)               | 44,345,2                           | 44,7                               | 44,7                               |
| Медіана (років)                    | Медіана (років)                    | 50,049,6                           | 49,8                               | 49,8                               |
| — чоловіки — жінки                 |                                    |                                    |                                    |                                    |

| Походження мешканців:     | Походження мешканців:     | Походження мешканців: | Походження мешканців: | Походження мешканців: |
| ------------------------- | ------------------------- | --------------------- | --------------------- | --------------------- |
| Походження                |                           |                       | осіб                  | %                     |
| Корінні американці        | Корінні американці        |                       | 20                    | 5.71%                 |
| Інше північноамериканське | Інше північноамериканське |                       | 250                   | 71.43%                |
| Європейське               | Європейське               |                       | 155                   | 44.29%                |
| британське                | британське                |                       | 30                    | 8.57%                 |
| французьке                | французьке                |                       | 135                   | 38.57%                |

| Зайнятість населення за галузями (за класифікацією NOC): | Зайнятість населення за галузями (за класифікацією NOC): | Зайнятість населення за галузями (за класифікацією NOC): | Зайнятість населення за галузями (за класифікацією NOC): | Зайнятість населення за галузями (за класифікацією NOC): |
| -------------------------------------------------------- | -------------------------------------------------------- | -------------------------------------------------------- | -------------------------------------------------------- | -------------------------------------------------------- |
|                                                          |                                                          |                                                          |                                                          |                                                          |
| Управління                                               | Управління                                               |                                                          | 6,3%                                                     | 6,3%                                                     |
| Бізнес, фінанси та адміністрування                       | Бізнес, фінанси та адміністрування                       |                                                          | 6,3%                                                     | 6,3%                                                     |
| Охорона здоров'я                                         | Охорона здоров'я                                         |                                                          | 6,3%                                                     | 6,3%                                                     |
| Освіта, правозахист, муніципальні та урядові служби      | Освіта, правозахист, муніципальні та урядові служби      |                                                          | 15,6%                                                    | 15,6%                                                    |
| Роздрібна торгівля та послуги                            | Роздрібна торгівля та послуги                            |                                                          | 28,1%                                                    | 28,1%                                                    |
| Гуртова торгівля, транспорт та обладнання                | Гуртова торгівля, транспорт та обладнання                |                                                          | 21,9%                                                    | 21,9%                                                    |
| Виробництво                                              | Виробництво                                              |                                                          | 18,8%                                                    | 18,8%                                                    |

## Клімат
Середня річна температура становить 3°C, середня максимальна – 22°C, а середня мінімальна – -20,5°C. Середня річна кількість опадів – 1 022 мм.
| Клімат поселення                              | Клімат поселення | Клімат поселення | Клімат поселення | Клімат поселення | Клімат поселення | Клімат поселення | Клімат поселення | Клімат поселення | Клімат поселення | Клімат поселення | Клімат поселення | Клімат поселення | Клімат поселення |
| Показник                                      | Січ.             | Лют.             | Бер.             | Квіт.            | Трав.            | Черв.            | Лип.             | Серп.            | Вер.             | Жовт.            | Лист.            | Груд.            |                  |
| Середній максимум, °C                         | −7,58            | −5,51            | 1,06             | 8,16             | 15,95            | 21,15            | 21,98            | 20,66            | 15,53            | 9,56             | 2,99             | −5,58            |                  |
| Середня температура, °C                       | −14,03           | −11,98           | −5,37            | 1,71             | 9,51             | 14,69            | 17,96            | 16,67            | 11,52            | 5,56             | −1,02            | −9,59            |                  |
| Середній мінімум, °C                          | −20,48           | −18,42           | −11,84           | −4,73            | 3,06             | 8,24             | 13,97            | 12,65            | 7,52             | 1,54             | −5,03            | −13,6            |                  |
| Норма опадів, мм                              | 79               | 65               | 67               | 66               | 85               | 87               | 109              | 100              | 92               | 89               | 91               | 92               |                  |
| Середньомісячна швидкість вітру, м/с          | 3.97             | 3.97             | 4.07             | 3.84             | 3.52             | 3.21             | 2.90             | 2.85             | 3.12             | 3.51             | 3.70             | 3.90             |                  |
| Середньомісячна сонячна радіація, кДж/м²·день | 5091             | 8218             | 12243            | 16057            | 18631            | 20335            | 19608            | 17244            | 12541            | 7666             | 4579             | 3869             |                  |
| --------------------------------------------- | ---------------- | ---------------- | ---------------- | ---------------- | ---------------- | ---------------- | ---------------- | ---------------- | ---------------- | ---------------- | ---------------- | ---------------- | ---------------- |
| Джерело:                                      |                  |                  |                  |                  |                  |                  |                  |                  |                  |                  |                  |                  |                  |